# Србинда
Србинда је митски непријатељ бога Индра из Ригведа. Помиње се укратко када је убијен у бици са Индром заједно са Анарсаније, Пипруом и Ахисувом, након што је „пустио поплаве”.

## Митски оснивач Срба
Неколико историчара теоретише да је Србинда повезан са српским народом и да њихов могући оснивач. Поред идентичног коријена, чињеница да је име Србинда структурно идентично савременој српској ријечи „Србенда”, што је суперлативни облик „Србина”, представљајући Србина који је темељно и бескомпромисно посвећен свим стварима везаним за Србе.
Аустријски историчар Валтер Вист је 1934. године изнео теорију по којој је Србинда био господар рата и вођа Срба, заснованој на чињеници да Срби користе термин „Србенда”. Поставио је хипотезу да су Србинда и Србенда ријечи истог значења и да оне означавају неког великог, снажног, првог међу Србима — у складу са значењем ријечи „Србенда”. Такође је поставио теорију да се у ведском тексту наводи да је Србинда након пораза од Индре „пустио поплаве”, да у поплаве у ствари метафора за сеобе људи, у овом случају сеоба Срба на запад ка Европи.
Српски историчар Драшко Шћекић наводи да је ријеч „Србинда” најстарије помињање ријечи „Срб” у историји, и да је Србинда древна српска ријеч, која је претходила санскрту.